# Blossom (Texas)
Blossom é uma cidade localizada no estado norte-americano do Texas, no Condado de Lamar.

## Demografia
Segundo o censo norte-americano de 2000, a sua população era de 1439 habitantes. 
Em 2006, foi estimada uma população de 1487, um aumento de 48 (3.3%).

## Geografia
De acordo com o United States Census Bureau tem uma área de 
6,6 km², dos quais 6,5 km² cobertos por terra e 0,1 km² cobertos por água. Blossom localiza-se a aproximadamente 152 m acima do nível do mar.

## Localidades na vizinhança
O diagrama seguinte representa as localidades num raio de 16 km ao redor de Blossom. 